# Fickende Fische
Fickende Fische ist ein deutscher Film der Regisseurin Almut Getto aus dem Jahr 2002.

## Handlung
Zweimal treffen die beiden Jugendlichen Nina und Jan aufeinander. Beim ersten Treffen fährt sie ihn versehentlich auf Inline-Skates an, wobei er sich verletzt und vom Notarzt abgeholt wird. Jan macht sich große Sorgen um Nina, denn er ist nach einer Bluttransfusion mit verunreinigtem Blut HIV-positiv. Während sie in einer desolaten Familie lebt, wird Jan von seinen eher konservativen Eltern nahezu in Watte gepackt. Beide suchen den Ausbruch aus diesem Leben und nach ihrer ersten Begegnung glaubt jeder, den dazu passenden Partner gefunden zu haben. Durch Zufall treffen sich beide kurz darauf ein zweites Mal, und es entwickelt sich erst zögerlich und dann sprunghaft die Liebe zwischen den beiden. Zusammen können sie aus dem unbefriedigenden Alltag ausbrechen, aber Jan traut sich nicht, seine Krankheit Nina gegenüber zu thematisieren. Aus Angst, sie zu infizieren, beendet Jan die Beziehung, bevor es zum ersten Kuss kommt. Da Nina glaubt, er liebe sie nicht, und weil Jan sie recht harsch abweist, verlieren sich beide zunächst aus den Augen. Doch Jan kann Nina nicht vergessen. Sie treffen sich wieder und nach einer Schlägerei mit einem aufdringlichen Verehrer Ninas erfährt sie schließlich doch von seiner Krankheit. Nina ist schockiert. Kurz darauf erfährt sie, dass es einen Todesfall in Jans Familie gab. Im Glauben, er sei selbst verstorben, sucht sie das Krematorium auf. Dort treffen sie sich wieder. Ihnen ist klar, dass sie sich lieben und zusammenbleiben wollen, auch wenn es unmöglich scheint. Zusammen mit der Asche des verstorbenen Großvaters brechen sie im Auto zu ihrer letzten Reise auf. Auf einer Brücke durchbricht der Wagen ein Geländer und stürzt in hohem Bogen in die Tiefe eines Flusses.

## Kritik
Fickende Fische kam sehr gut bei den Kritikern an und erhielt das Prädikat „besonders wertvoll“ der Deutschen Film- und Medienbewertung, vor allem, da er die Schwierigkeiten einer jungen Liebe in Kombination mit einer HIV-Infektion thematisiert.

„Ein erwachsener Blick auf jugendliches Lebensgefühl, der seine Charaktere ernst nimmt, sie nicht verrät an Klischees und billige Effekthascherei.“

Das Lexikon des internationalen Films schrieb: „Ein ebenso berührendes wie unterhaltsames Jugenddrama, das flott und unverkrampft, aber nie oberflächlich die Suche zweier Jugendlicher nach Identität und Lebenssinn beschreibt. Subtil und voller Poesie verbinden sich Traum und Wirklichkeit zu einer glaubwürdigen Utopie, die von überzeugenden Hauptdarstellern getragen wird.“

## Auszeichnungen
- 2002: FBW (Deutsche Film- und Medienbewertung) Prädikat „besonders wertvoll“
- 2002: Max-Ophüls-Preis: Filmpreis des Saarländischen Ministerpräsidenten
- 2002: Publikumspreis des FilmKunstFest Mecklenburg-Vorpommern in Schwerin
- 2002: Preis der Deutschen Filmkritik für das beste Drehbuch
- 2002: Preis der Deutschen Filmkritik: Nominierung Bester Debütfilm
- 2003: Deutscher Filmpreis für das beste verfilmte Drehbuch
- 2003: Nominierung Deutscher Filmpreis: Beste weibliche Hauptrolle (Sophie Rogall)
- 2003. Jupiter Award: Nominierungen Bester Nachwuchsdarsteller (Tino Mewes), Nominierung Beste Nachwuchsdarstellerin (Sophie Rogall)
- 2003: Jupiter Award: Nominierung Bester Film National
- 2003: Spezialpreis der Jury Olympia Film Festival Athen

## Sonstiges
Fickende Fische ist unter anderem von der Filmstiftung NRW und vom Kuratorium Junger deutscher Film gefördert worden. Der Titel ist ein Zitat aus dem Film: Nina stellt, nachdem sie Jans Fisch versehentlich getötet hat, Jan die Frage „Ficken deine Fische eigentlich manchmal?“
Der deutsche Kinostart war am 15. August 2002.